# Langfossen
Langfossen (også skrevet Langfoss) er et vandfald i Vaulaelva i Etne kommune i Vestland fylke i Norge.
Vandfaldet har et fald på omtrent 600 meter falder ud i Åkrafjorden. Europavej 134 krydser fossen lige over udløbet i fjorden. 1980 blev det vedtaget i verneplan for vassdrag at vandfaldet skulle være beskyttet i sommersæsonen mellem 1. maj og 30. september, men 18. februar 2005 besluttedes det at det skulle være beskyttet hele året.
World Waterfall Database har kåret Langfossen til verdens smukkeste vandfald.
I marts 2011 kårede CNN/Budget Travel Langfossen til et af verdens ti smukkeste vandfald.